# Szosznovoborszk (Krasznojarszki határterület)
Szosznovoborszk (oroszul: Сосновоборск) város Oroszország ázsiai részén, a Krasznojarszki határterületen. Krasznojarszk elővárosa, ún. alvóváros.
Népessége: 33 091 fő (a 2010. évi népszámláláskor).

## Elhelyezkedése
Krasznojarszktól 20 km-re északkeletre, a Jenyiszej jobb partján helyezkedik el, a közeli Zseleznogorszkot Krasznojarszkkal összekötő főúton. Környékén nagyobb fenyőerdő található, ez adta a város nevét (szoszna – 'fenyő', bor – 'liget, erdő').

## Története
A Krasznojarszki határterület legfiatalabb városa. 1971-ben keletkezett, amikor döntés született a tehergépkocsikhoz pótkocsikat előállító gyár létesítéséről. Ugyanakkor kezdődött Szosznovoborszk építése is; a város és a hatalmas gyár 15 év alatt épült fel. 1985-ben leválasztották Krasznojarszk Lenin kerületéről, ahová addig tartozott, és városi rangot kapott.
A gépkocsi-pótkocsik gyára a város alapvető iparvállalata volt. 1976-ben kezdte meg a termelést, 1992-ben privatizálták, de  az új piaci igényekhez nem tudott alkalmazkodni, 2009-ben végleg megszűnt.

## A 21. században
2006-ban a városban nagy rétegeltlemez gyárat alapítottak, amely csak 2011-ben kezdte meg a termelést, de már 2014-ben csődbe jutott, majd tulajdonost cserélt. 2016-ban újraindítását tervezték.
Szosznovoborszkban két hőerőmű működik egymás mellett. A régebbi (neve Krasznojarszki 4. sz. Hőerőmű, Красноярская ТЭЦ-4) Szosznovoborszkot látja el ivóvízzel és hőenergiával; ennek csak egy kisebb egysége készült el, mert építését az 1990-es évek elején leállították. Az újabbat (neve Zseleznogorszki Hőerőmű, Железногорская ТЭЦ) 2007-ben kezdték építeni (a régi mellett) és 2012-ben helyezték üzembe; ez váltotta fel a Zseleznogorszk zárt várost korábban ellátó, mára leállított atomreaktor(oka)t. A két erőművet 2016-ban szervezetileg egyesítették.